# Никифоровська
Ники́форовська (рос. Никифоровская) — присілок у складі Тарногського району Вологодської області, Росія. Адміністративний центр Спаського сільського поселення.

## Населення
Населення — 128 осіб (2010; 150 у 2002).
Національний склад (станом на 2002 рік):
- росіяни — 99 %